# Blevaincourt
Blevaincourt (prononcé [bləvɛ̃kuʁ]  ou [blevɛ̃kuʁ] ; aussi Blévaincourt) est une commune française située dans le département des Vosges, en région Grand Est.
Ses habitants sont appelés les Blévaincourtois.

## Géographie

### Hydrographie et les eaux souterraines
Hydrogéologie et climatologie : Système d’information pour la gestion des eaux souterraines du bassin Rhin-Meuse :
Territoire communal : Occupation du sol (Corinne Land Cover); Cours d'eau (BD Carthage),
Géologie : Carte géologique; Coupes géologiques et techniques,
 Hydrogéologie : Masses d'eau souterraine; BD Lisa; Cartes piézométriques.

#### Réseau hydrographique
La commune est située dans le bassin versant de la Meuse au sein du bassin Rhin-Meuse. Elle est drainée par le Mouzon, le ruisseau de Damblain, le ruisseau de Frenes, le ruisseau de la Planchotte et le ruisseau de la Rouille,.
Le Mouzon, d’une longueur de 63,3 kilomètres,  prend sa source sur le territoire de Serocourt, s’oriente vers l'ouest puis vers le nord peu après avoir quitté les localités de Rocourt et Tollaincourt, jusqu'aux abords de son confluent avec la Meuse.

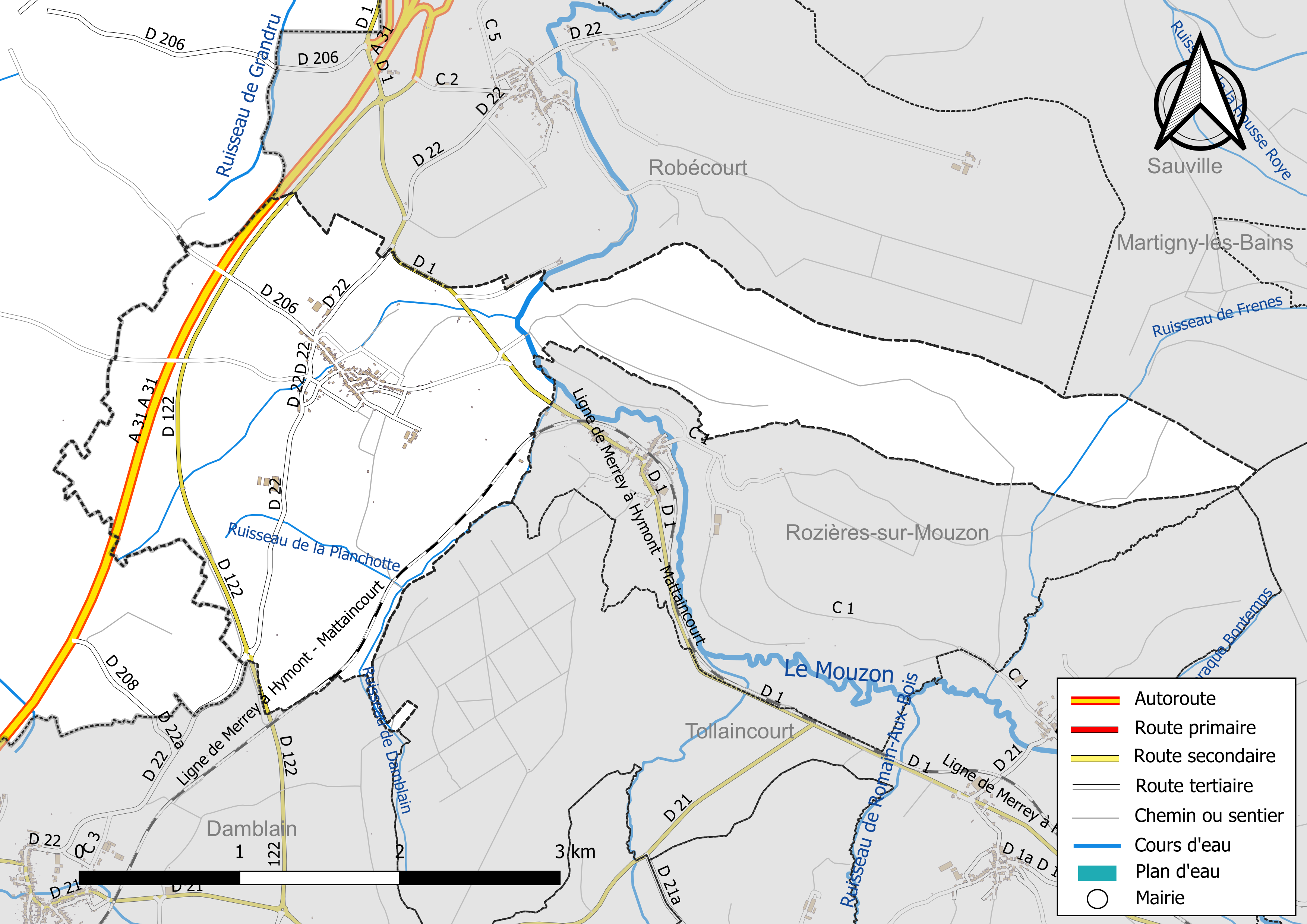
Réseaux hydrographique et routier de Blevaincourt.

#### Gestion et qualité des eaux
Le territoire communal est couvert par le schéma d'aménagement et de gestion des eaux (SAGE) « Nappe des Grès du Trias Inférieur ». Ce document de planification, dont le territoire comprend le périmètre de la zone de répartition des eaux de la nappe des Grès du trias inférieur (GTI), d'une superficie de 1 497 km2,  est en cours d'élaboration. L’objectif poursuivi est de stabiliser les niveaux piézométriques de la nappe des GTI et atteindre l'équilibre entre les prélèvements et la capacité de recharge de la nappe. Il doit être cohérent avec les objectifs de qualité définis dans les SDAGE Rhin-Meuse et Rhône-Méditerranée. La structure porteuse de l'élaboration et de la mise en œuvre est le conseil départemental des Vosges.
La qualité des eaux de baignade et des cours d’eau peut être consultée sur un site dédié géré par les agences de l’eau et l’Agence française pour la biodiversité.

### Climat
Pour des articles plus généraux, voir Climat du Grand Est et Climat des Vosges.
En 2010, le climat de la commune est de type climat de montagne, selon une étude du Centre national de la recherche scientifique s'appuyant sur une série de données couvrant la période 1971-2000. En 2020, Météo-France publie une typologie des climats de la France métropolitaine dans laquelle la commune est exposée à un climat océanique altéré et est dans la région climatique  Lorraine, plateau de Langres, Morvan, caractérisée par un hiver rude (1,5 °C), des vents modérés et des brouillards fréquents en automne et hiver. 
Pour la période 1971-2000, la température annuelle moyenne est de 9,4 °C, avec une amplitude thermique annuelle de 16,8 °C. Le cumul annuel moyen de précipitations est de 932 mm, avec 13 jours de précipitations en janvier et 9,4 jours en juillet. Pour la période 1991-2020, la température moyenne annuelle observée sur la station météorologique de Météo-France la plus proche, « St Ouen-lès-Parey_sapc », sur la commune de Saint-Ouen-lès-Parey à 9 km à vol d'oiseau, est de 10,0 °C et le cumul annuel moyen de précipitations est de 806,8 mm. 
La température maximale relevée sur cette station est de 39,4 °C, atteinte le 25 juillet 2019 ; la température minimale est de −22 °C, atteinte le 20 décembre 2009,,. 
Les paramètres climatiques de la commune ont été estimés pour le milieu du siècle (2041-2070) selon différents scénarios d'émission de gaz à effet de serre à partir des nouvelles projections climatiques de référence DRIAS-2020. Ils sont consultables sur un site dédié publié par Météo-France en novembre 2022.

## Urbanisme

### Typologie
Au 1er janvier 2024, Blevaincourt est catégorisée commune rurale à habitat dispersé, selon la nouvelle grille communale de densité à sept niveaux définie par l'Insee en 2022.
Elle est située hors unité urbaine et hors attraction des villes,.

### Occupation des sols
L'occupation des sols de la commune, telle qu'elle ressort de la base de données européenne d’occupation biophysique des sols Corine Land Cover (CLC), est marquée par l'importance des territoires agricoles (61 % en 2018), une proportion identique à celle de 1990 (61 %). La répartition détaillée en 2018 est la suivante : 
prairies (58 %), forêts (36 %), terres arables (3 %), zones urbanisées (2,9 %), milieux à végétation arbustive et/ou herbacée (0,1 %). L'évolution de l’occupation des sols de la commune et de ses infrastructures peut être observée sur les différentes représentations cartographiques du territoire : la carte de Cassini (XVIIIe siècle), la carte d'état-major (1820-1866) et les cartes ou photos aériennes de l'IGN pour la période actuelle (1950 à aujourd'hui).

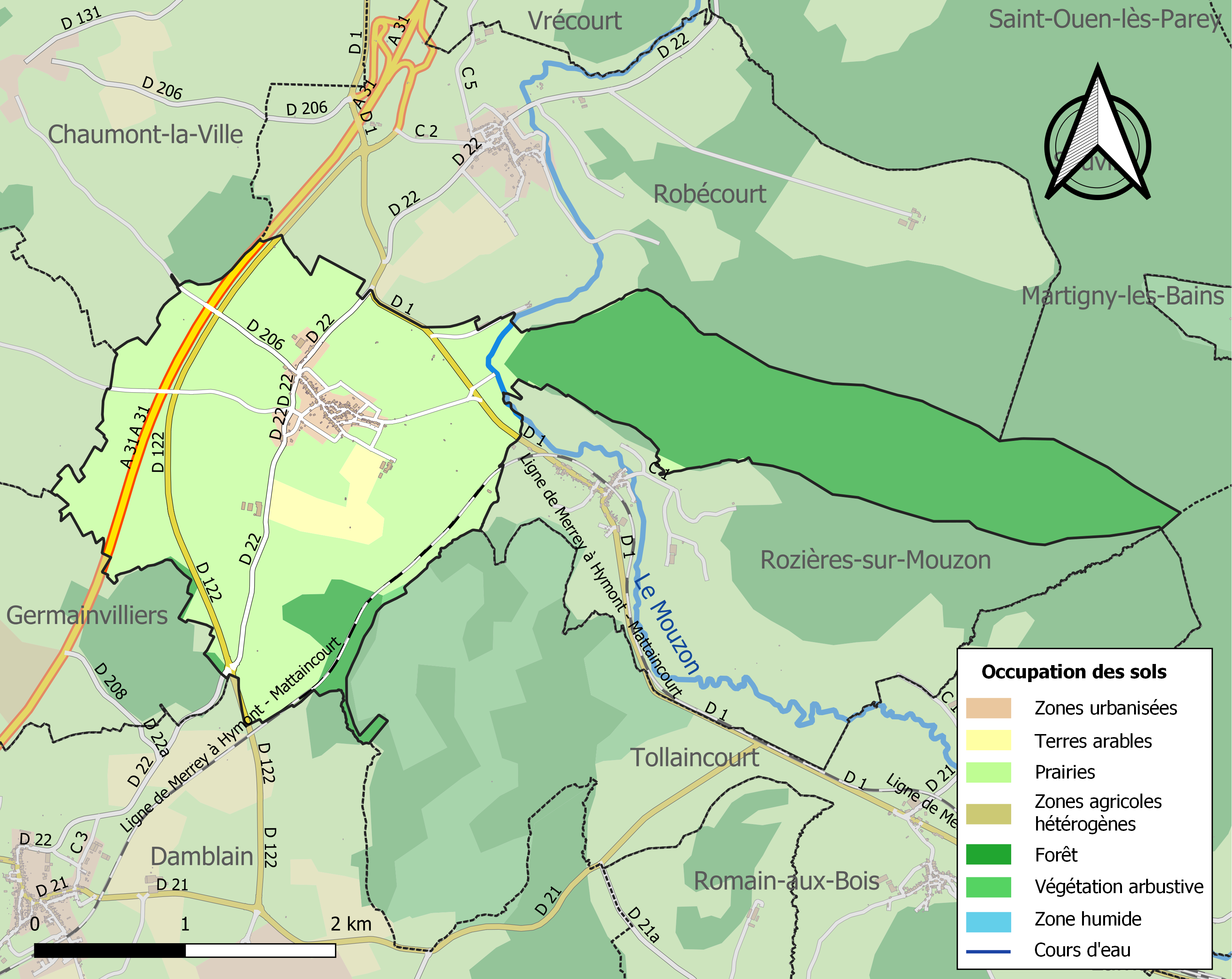
Carte des infrastructures et de l'occupation des sols de la commune en 2018 (CLC).
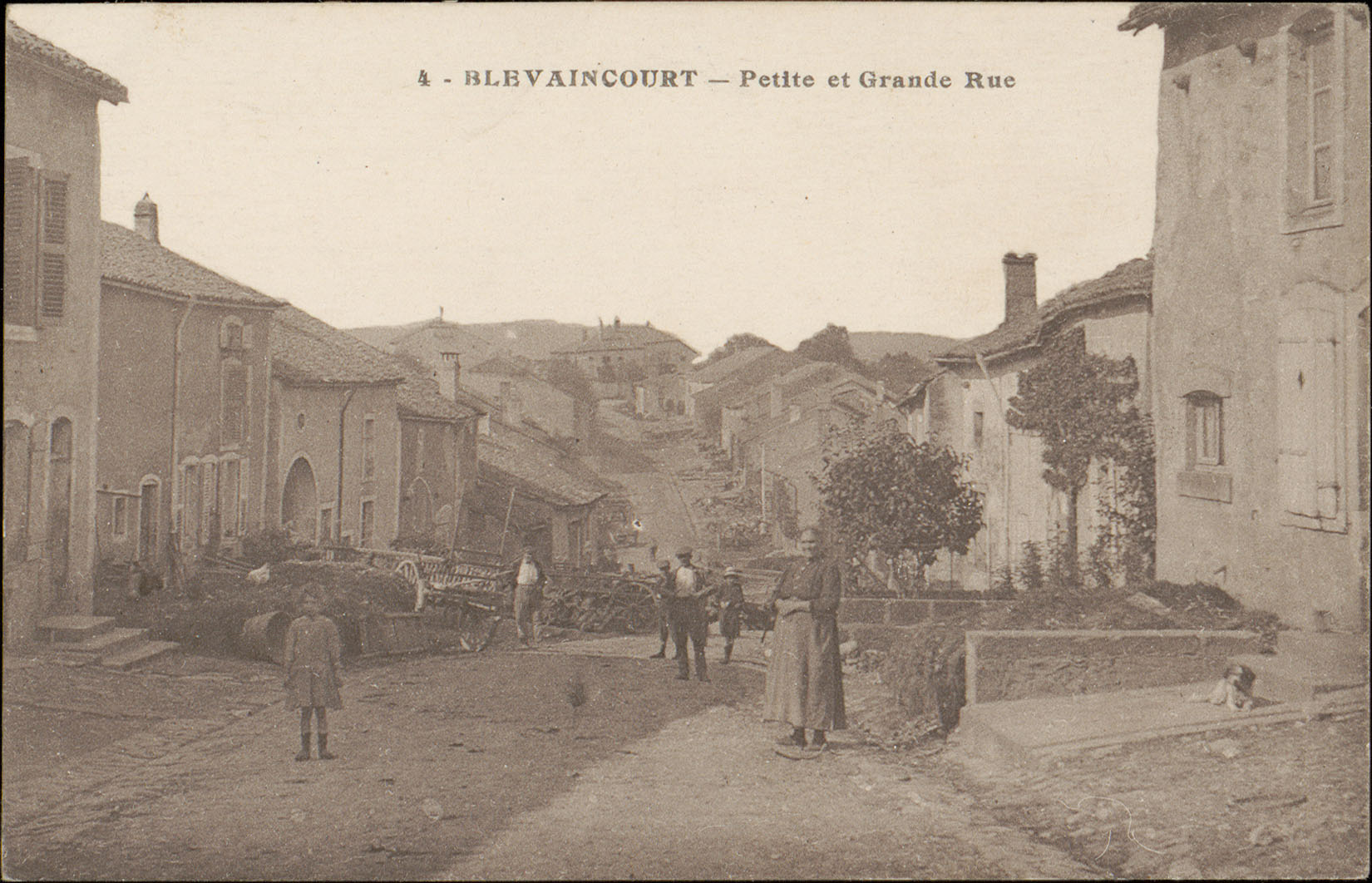
Vue historique de la Petite et Grande Rue.

### Voies de communications et transports

#### Voies routières
- Autoroute A31 : Échangeurs Robécourt, Bulgnéville, Montigny-le-Roi.

#### Transports en commun

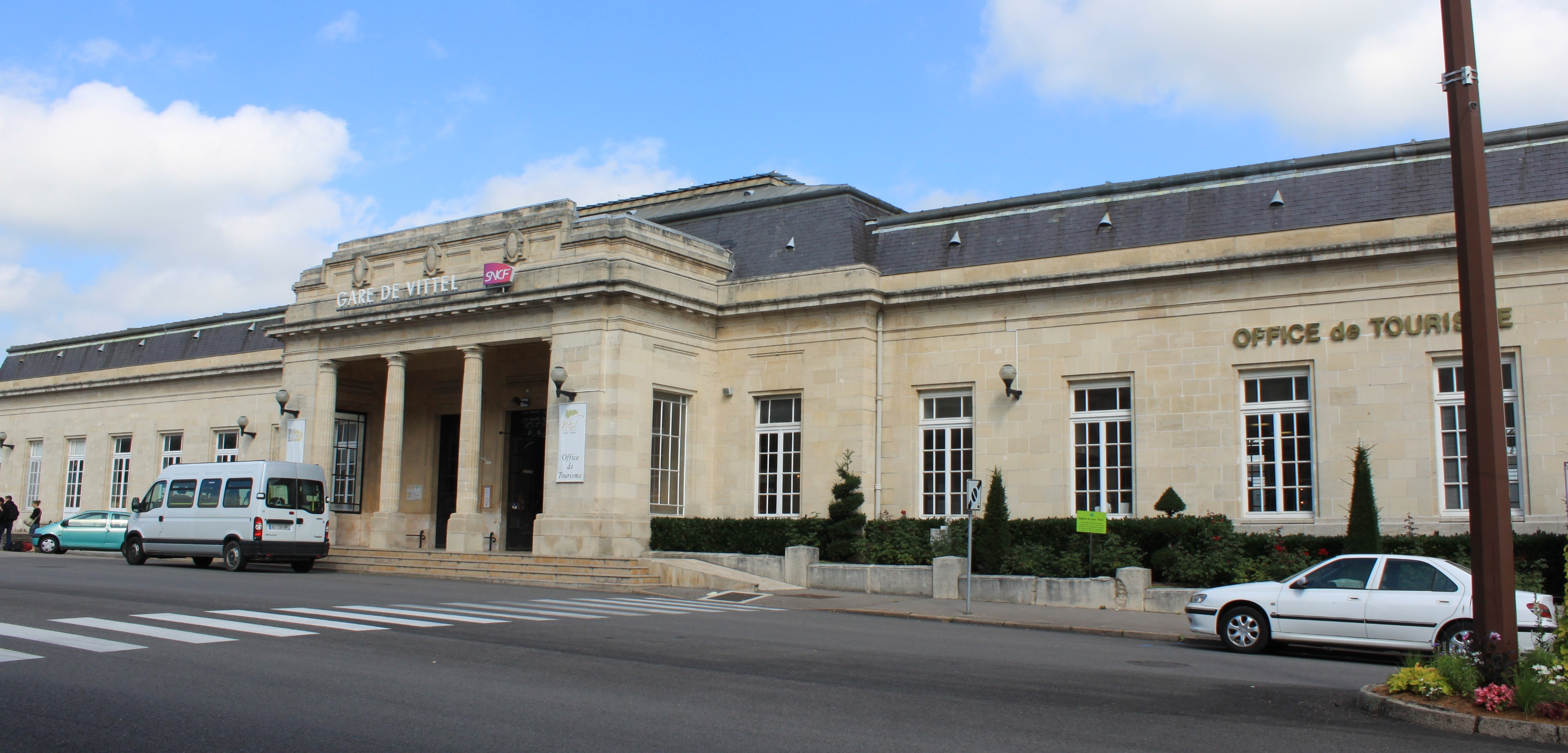
Gare de Vittel.

- Fluo Grand Est.

#### Lignes SNCF
- Gare de Contrexéville
- Gare de Vittel
- Gare de Neufchâteau
- Gare de Merrey

## Toponymie
Le nom de la localité est attesté sous les formes Boveleincort (1239) ; ? On finage de Bleacort (1248) ; Bowlaincort (1258) ; Blouvaincort (1271) ; Bloveincort (1271) ; Blovaincourt (1312) ; Blovencort (1313) ; Blouvaincourt (1333) ; Blevaincourt (1452) ; Bleuvaincourt (1487) ; Blevancourt (1495) ; Blevincour (1656) ; Blenaincourt (XVIIe siècle) ; Blevincourt (1767).

Toponymie: Étude des noms des lieux de Blevaincourt

## Histoire
Le 2 Septembre 1777,la partie supérieure du village est détruite dans sa totalité, la charpente de l'église est détruite par le feu ainsi que la sacristie et les cloches fondent ou chutent. Mais les voûtes tiennent et le corps de l'église reste debout. 

## Politique et administration
| Période                                  | Période   | Identité          | Étiquette      | Qualité |
| ---------------------------------------- | --------- | ----------------- | -------------- | ------- |
| Les données manquantes sont à compléter. |           |                   |                |         |
| mars 2001                                | mars 2014 | Jean-Pierre Kubot | Sans étiquette | Maire   |
| mars 2014                                | mars 2020 | Thierry Poirotte  | Sans étiquette | Maire   |

### Budget et fiscalité 2022

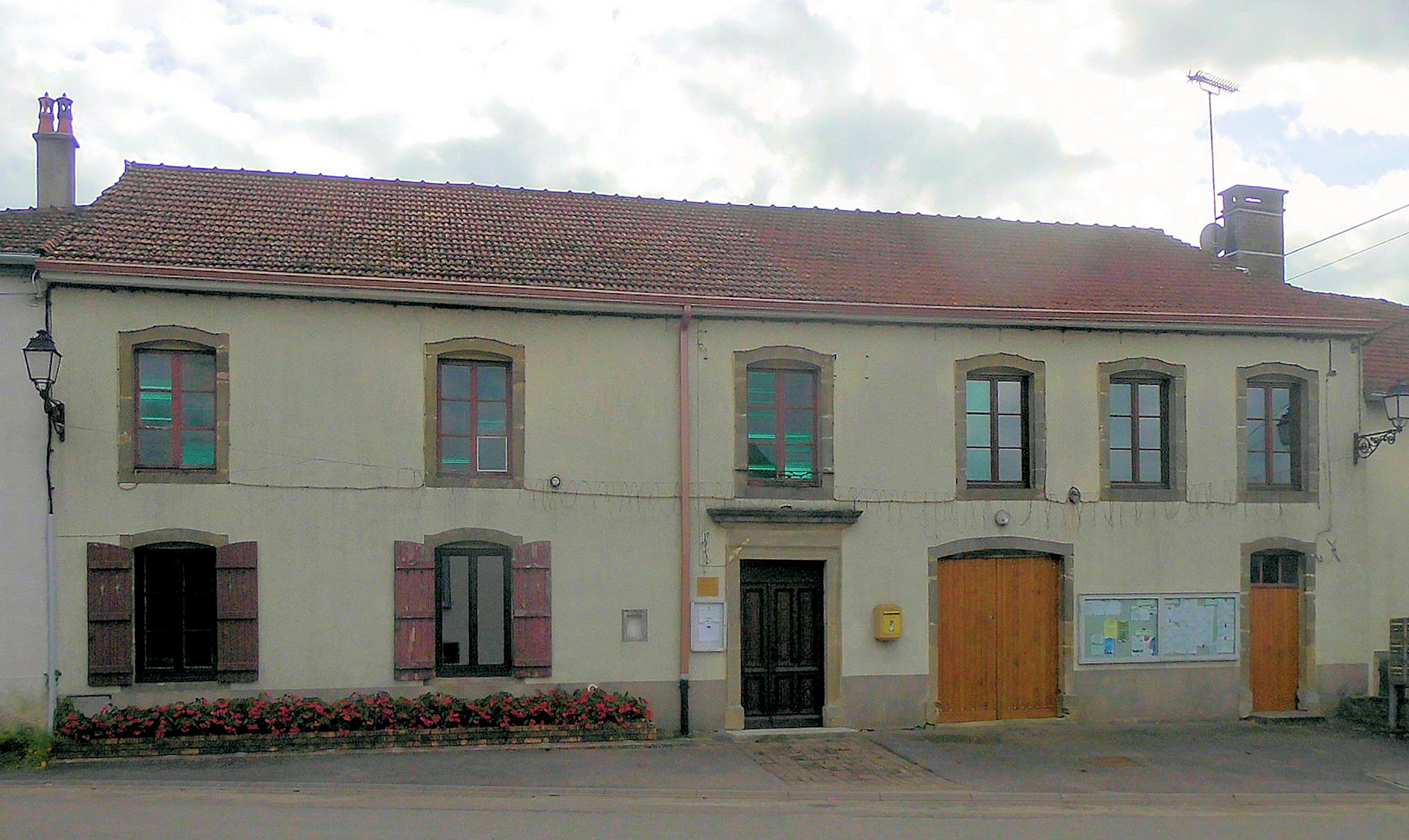
La mairie.

En 2022, le budget de la commune était constitué ainsi :
- total des produits de fonctionnement : 88 000 €, soit 879 € par habitant ;
- total des charges de fonctionnement : 60 000 €, soit 603 € par habitant ;
- total des ressources d'investissement : 63 000 €, soit 635 € par habitant ;
- total des emplois d'investissement : 19 000 €, soit 187 € par habitant ;
- endettement : 0 €, soit 0 € par habitant.

Avec les taux de fiscalité suivants :
- taxe d'habitation : 16,07 % ;
- taxe foncière sur les propriétés bâties : 35,02 % ;
- taxe foncière sur les propriétés non bâties : 13,78 % ;
- taxe additionnelle à la taxe foncière sur les propriétés non bâties : 0,00 % ;
- cotisation foncière des entreprises : 0,00 %.

Chiffres clés Revenus et pauvreté des ménages en 2021 : médiane en 2021 du revenu disponible, par unité de consommation.

## Population et société

### Démographie

#### Évolution démographique
L'évolution du nombre d'habitants est connue à travers les recensements de la population effectués dans la commune depuis 1793. Pour les communes de moins de 10 000 habitants, une enquête de recensement portant sur toute la population est réalisée tous les cinq ans, les populations de référence des années intermédiaires étant quant à elles estimées par interpolation ou extrapolation. Pour la commune, le premier recensement exhaustif entrant dans le cadre du nouveau dispositif a été réalisé en 2005.

En 2022, la commune comptait 91 habitants, en évolution de −14,15 % par rapport à 2016 (Vosges : −2,96 %, France hors Mayotte : +2,11 %).
| 1793 | 1800 | 1806 | 1821 | 1831 | 1836 | 1841 | 1846 | 1856 |
| ---- | ---- | ---- | ---- | ---- | ---- | ---- | ---- | ---- |
| 433  | 444  | 436  | 438  | 467  | 514  | 523  | 534  | 455  |

| 1861 | 1866 | 1876 | 1881 | 1886 | 1891 | 1896 | 1901 | 1906 |
| ---- | ---- | ---- | ---- | ---- | ---- | ---- | ---- | ---- |
| 424  | 447  | 382  | 385  | 384  | 372  | 314  | 315  | 322  |

| 1911 | 1921 | 1926 | 1931 | 1936 | 1946 | 1954 | 1962 | 1968 |
| ---- | ---- | ---- | ---- | ---- | ---- | ---- | ---- | ---- |
| 324  | 241  | 258  | 267  | 257  | 235  | 222  | 190  | 200  |

| 1975 | 1982 | 1990 | 1999 | 2005 | 2006 | 2010 | 2015 | 2020 |
| ---- | ---- | ---- | ---- | ---- | ---- | ---- | ---- | ---- |
| 170  | 181  | 147  | 133  | 116  | 115  | 104  | 104  | 93   |

| 2022 | - | - | - | - | - | - | - | - |
| ---- | - | - | - | - | - | - | - | - |
| 91   | - | - | - | - | - | - | - | - |

#### Pyramide des âges
La population de la commune est relativement âgée.
En 2018, le taux de personnes d'un âge inférieur à 30 ans s'élève à 26,9 %, soit en dessous de la moyenne départementale (31,2 %). À l'inverse, le taux de personnes d'âge supérieur à 60 ans est de 44,1 % la même année, alors qu'il est de 31,0 % au niveau départemental.
En 2018, la commune comptait 59 hommes pour 44 femmes, soit un taux de 57,28 % d'hommes, largement supérieur au taux départemental (48,69 %).
Les pyramides des âges de la commune et du département s'établissent comme suit.
| Hommes | Classe d’âge | Femmes |
| ------ | ------------ | ------ |
| 0,0    | 90 ou +      | 0,0    |
| 9,4    | 75-89 ans    | 10,0   |
| 34,0   | 60-74 ans    | 35,0   |
| 11,3   | 45-59 ans    | 15,0   |
| 17,0   | 30-44 ans    | 15,0   |
| 18,9   | 15-29 ans    | 17,5   |
| 9,4    | 0-14 ans     | 7,5    |

| Hommes | Classe d’âge | Femmes |
| ------ | ------------ | ------ |
| 0,8    | 90 ou +      | 2,3    |
| 8,1    | 75-89 ans    | 11,6   |
| 20,5   | 60-74 ans    | 21     |
| 21,1   | 45-59 ans    | 20,4   |
| 16,9   | 30-44 ans    | 16,2   |
| 16     | 15-29 ans    | 13,7   |
| 16,5   | 0-14 ans     | 14,9   |

### Enseignement
Établissements d'enseignements :
- Écoles maternelles et primaires à Damblain, Vrécourt, Graffigny-Chemin, Breuvannes-en-Bassigny, Saint-Ouen-lès-Parey.
- Collèges à Lamarche, Martigny-les-Bains, Bourmont-entre-Meuse-et-Mouzon, Contrexéville, Mandres-sur-Vair.
- Lycées à Contrexéville, Mandres-sur-Vair.

### Santé
Professionnels et établissements de santé :
- Médecins à Vrécourt, Lamarche, Martigny-les-Bains, Mont-lès-Lamarche, Bulgnéville, Contrexéville.
- Pharmacies à Vrécourt, Lamarche, Martigny-les-Bains, Bourmont, Bulgnéville, Contrexéville.
- Hôpitaux à Lamarche, Vittel, Neufchâteau, Langres, Mattaincourt.

### Cultes
- Culte catholique, Paroisse Bienheureux-Jean-Baptiste-Menestrel[29], Diocèse de Saint-Dié.

## Économie

### Entreprises et commerces

#### Agriculture
- Élevage de vaches laitières.
- Élevage d'autres bovins et de buffles.
- Exploitation forestière.

#### Tourisme
- Hébergements et restauration à Doncourt-sur-Meuse, Bulgnéville, Contrexéville, Clinchamp, Bourbonne-les-Bains.

#### Commerces
- Commerces et services de proximité.

## Culture locale et patrimoine

### Lieux et monuments

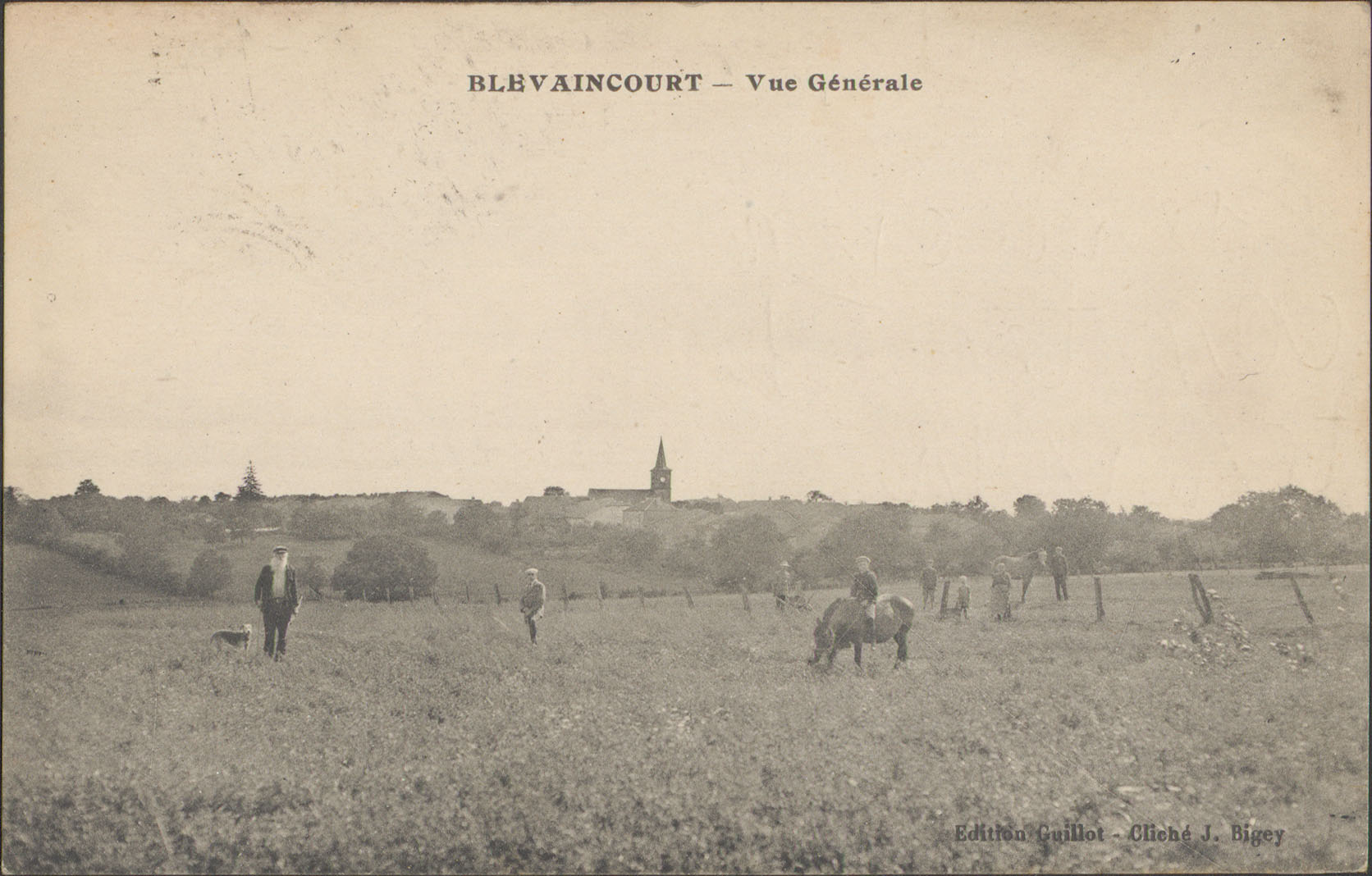
Carte postale représentant une vue générale du village avec l'église, entre 1880 et 1945.
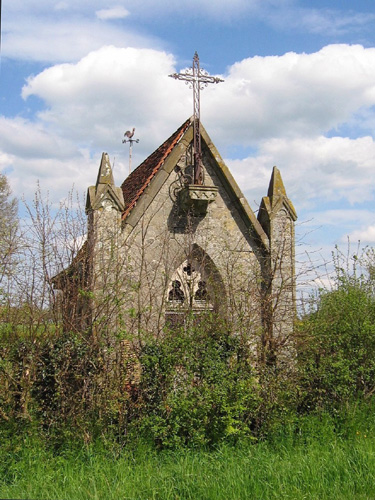
Chapelle Saint-Jacques.
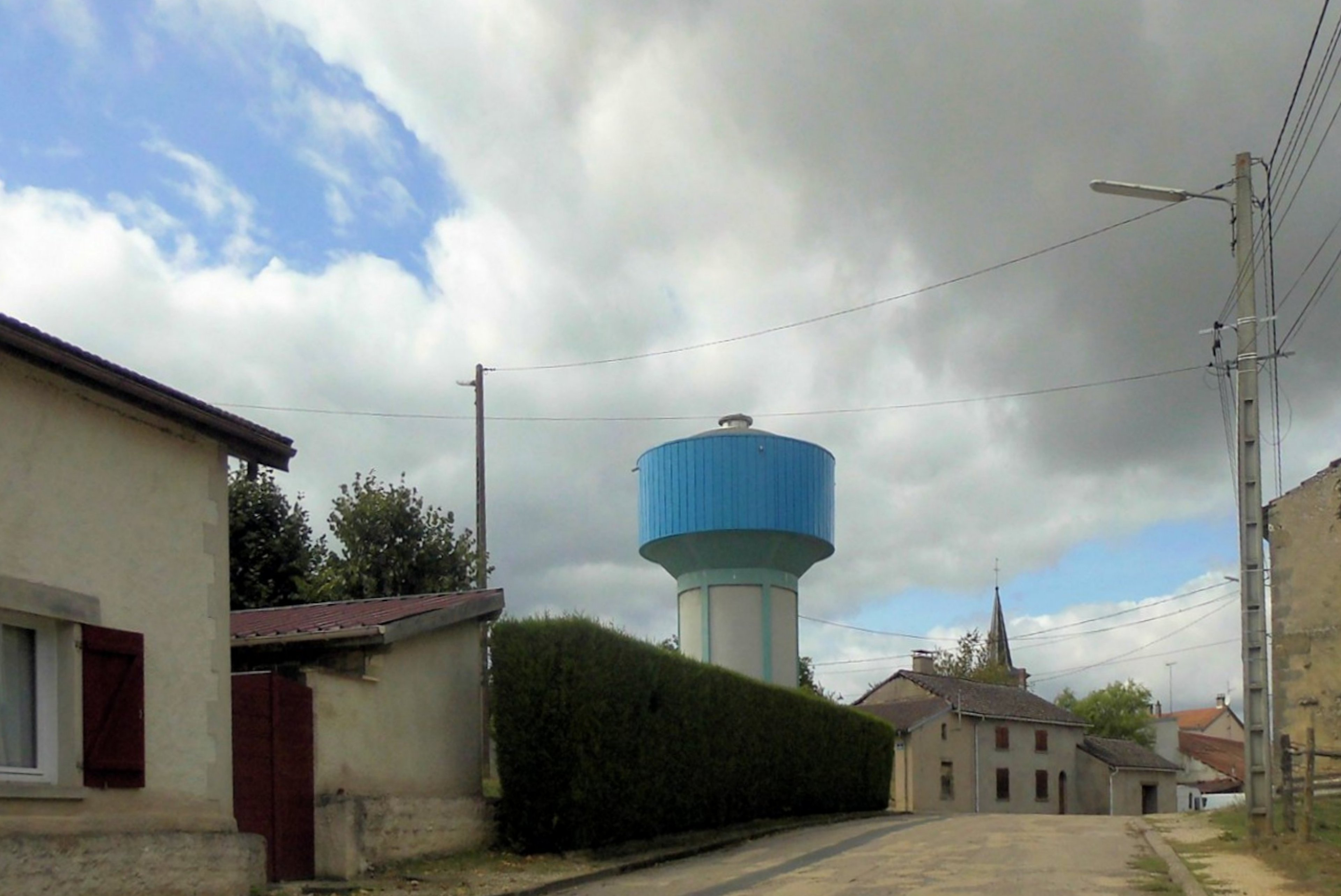
Le château d'eau.

- Église Saint-Pierre. L'église date de 1844, l'ancienne avait été restaurée après l'incendie et le clocher avait été reconstruit en 1789[30](dessin de l'ancienne église sur la dernière page).

L'horloge Obodez,, présentée sous le porche de l’église.
Les 3 cloches de l'église.
Le maître-autel.
Les vitraux.
- L'éolienne[36].
- Chapelle Saint-Jacques. La chapelle était habitée entre le XVIe et le XVIIIe siècle par un religieux ermite vivant de l'aumone. L'un d'eux serait le frère Claude décédé le 26 Janvier 1702[37].
- Croix de chemin[38].
- Tombeau de Marie-Claude Brenel, épouse Goussel, fille et épouse de fondeurs[39],[40].
- Monument aux morts 1914-1918[41],[42],[43],[44].
- Patrimoine architectural recensé par le service régional de l'Inventaire général du patrimoine culturel[45].
- 5 fontaines[46].
- Le château d'eau.

### Personnalités liées à la commune
- Famille Goussel. Fondeurs de cloches à Blevaincourt[47],[48].

## Pour approfondir